# ハリントン (デラウェア州)
ハリントン（英: Harrington）は、アメリカ合衆国デラウェア州のケント郡にある都市。人口は3,562人（2010年）。毎年7月下旬の10日間で、デラウェア州祭をデラウェア州催事場で開催している。デラウェア州に10ある市の1つである。州都ドーバーの南方に位置しており都市圏に入っている。この都市圏はケント郡1郡を含む。

## 歴史
ハリントンはデラウェア州の書記官を務めたサミュエル・M・ハリントンにちなんで名付けられた。

## 地理
ハリントン市は北緯38度55分28秒 西経75度34分29秒 / 北緯38.92444度 西経75.57472度 (38.924446, -75.574720)に位置している。郡庁所在地のドーバー市の南にある。
アメリカ合衆国国勢調査局に拠れば、領域全面積は2.0平方マイル (5.2 km2) であり、このうち陸地2.0平方マイル (5.2 km2)、水域は0.04平方マイル (0.10 km2)で水域率は1.48%である。

## 人口動態
以下は2000年国勢調査による人口統計データである。
| 基礎データ - 人口: 3,174 人 - 世帯数: 1,223 世帯 - 家族数: 825 家族 - 人口密度: 612.7人/km2（1,587.1 人/mi2） - 住居数: 1,328 軒 - 住居密度: 256.4軒/km2（664.0 軒/mi2） 人種別人口構成 - 白人: 75.17% - アフリカン・アメリカン: 21.64% - ネイティブ・アメリカン: 0.25% - アジア人: 0.44% - 太平洋諸島系: 0.09% - その他の人種: 0.72% - 混血: 1.67% - ヒスパニック・ラテン系: 2.52% 年齢別人口構成 - 18歳未満: 31.3% - 18-24歳: 9.0% - 25-44歳: 27.7% - 45-64歳: 18.4% - 65歳以上: 13.5% - 年齢の中央値: 32歳 - 性比（女性100人あたり男性の人口） - 総人口: 84.6 - 18歳以上: 81.8 | 世帯と家族（対世帯数） - 18歳未満の子供がいる: 37.1% - 結婚・同居している夫婦: 43.9% - 未婚・離婚・死別女性が世帯主: 18.7% - 非家族世帯: 32.5% - 単身世帯: 27.5% - 65歳以上の老人1人暮らし: 13.0% - 平均構成人数 - 世帯: 2.60人 - 家族: 3.13人 収入と家計 - 収入の中央値 - 世帯: 30,945米ドル - 家族: 36,815米ドル - 性別 - 男性: 32,064米ドル - 女性: 20,801米ドル - 人口1人あたり収入: 15,049米ドル - 貧困線以下 - 対人口: 16.5% - 対家族数: 12.1% - 18歳未満: 26.7% - 65歳以上: 13.3% |

## 見どころ
ハリントンにあるデラウェア州催事場にハリントン・レースウェイ & カジノがある。